# Fusaea longifolia
Fusaea longifolia là loài thực vật có hoa thuộc họ Na. Loài này được Jean Baptiste Christophe Fusée Aublet mô tả khoa học đầu tiên năm 1775 dưới danh pháp Annona longifolia. Năm 1914 William Edwin Safford chuyển nó sang chi Fusaea.

## Phân bố
Loài này có ở Bolivia, Brasil (bắc, đông bắc, tây trung), Colombia, Ecuador, Guiana thuộc Pháp, Guyana, Peru, Suriname, Venezuela.